# Доусон, Чарльз
Чарльз До́усон (англ. Charles Dawson; 11 июля 1864 года, Престон, Ланкашир — 10 августа 1916 года, Льюис (Делавэр), Суссекс) — британский археолог-любитель и адвокат, обнаруживший первые фрагменты «Пилтдаунского человека» (Eoanthropus dawsoni). Является главным подозреваемым в создании подделки «Пилтдаунского человека». Прославился в 1912 году, после публикации новости о находке костных фрагментов в гравийном карьере Пилтдауна (Восточный Суссекс, Англия).
Родился старшим из трёх сыновей. В молодости переехал с семьёй из Престона, Ланкашир в Гастингс, Суссекс. Чарльз пошёл по стопам отца и учился на адвоката, и как хобби коллекционировал и изучал окаменелости.
Он сделал ряд, казалось бы, важных ископаемых находок. Среди них были зубы ранее неизвестного вида млекопитающих, позднее названный Plagiaulax dawsoni (раннемеловые Доусона) в его собственную честь; три новых вида динозавров, один из которых впоследствии получил название Iguanodon dawsoni (Игуанодон Доусона), и новый вид ископаемых растений Salaginella dawsoni (Селагинелла Доусона). Британский музей присвоил ему звание Почётного коллекционера. За эти важные находки Доусон был избран членом геологического общества, а в 1895 году Лондонским обществом антикваров. Умер от сепсиса в 1916 году в Льюисе, Суссексе.

## Предполагаемые открытия
Один из соучредителей ассоциации Гастингского и Святого Леонардо музеев, одна из первых волонтёрских музеев, основанных группой друзей в Британии. Доусон работал на добровольной основе, в качестве члена музейной комиссии, отвечающего за приём экспонатов и документов. Он был очень заинтересован в археологии и имел необъяснимую способность делать впечатляющие открытия. Суссекс Дэйли Ньюс (англ. Sussex Daily News) назвал его «Мастер из Суссекса» (англ. Wizard of Sussex) за его заслуги.
В 1893 Доусон исследовал кремниевую шахту в Лаване, рядом с Чичестером и в глубине двух туннелей под замком Гастингским замком наполненную доисторическими, римскими и средневековыми артефактами. В том же году он представил Британскому музею римскую статуэтку из парка Бьюпорт, которая была сделана, под стать периоду, из чугуна. Так же он нашёл, включая странный по форме каменный топор неолитической эпохи и хорошо сохранившиеся лодки из лесоматериалов.
Он изучал древние каменоломни, вновь проанализировал гобелен из Байё и в 1909 написал то, что позже стало окончательным исследование Гастингского замка. Позже он обнаружил фальшивые доказательства о Римской оккупации в Британии в замке Певенси в Сассексе. Исследуя необычные элементы этого мира, Доусон обнаружил окаменелых жаб внутри кремниевых конкреций, большие залежи газа в Хэтфилде, Восточный Суссекс, сообщих о новых землях в Ла-Манше, обнаружил новый вид человека и нашёл странный гибрид золотой рыбки и карпа. Сообщалось даже, что он экспериментировал с фосфоресцирующими пулями, в качестве фактора, сдерживающего атаки Цеппелин (дирижабль) на Лондон.
В знак признания его многочисленных открытий, Доусон был избран членом Лондонским обществом антикваров в 1895 году. В возрасте 31 года, и без диплома о высшем образовании, он был теперь Чарльз Доусон ФгС., ФСА (англ. Charles Dawson FGS, FSA). Его самое известное открытие — это Пилтдаунский человек, в 1912 году, который был объявлен как «недостающее звено» между человеком и другими высшими приматами.

## Критика
Вопросы по поводу Пилтдаунского человека возникали с самого начала. Сначала Артур Кит, а также палеонтологи и анатомы из Смитсоновского института и из Европы. Проблемы с Пилтдаунским человеком возникли вновь в 1920-х годах, но снова были забыты. В 1949 году были заданы вопросы о Пилтдаунском человеке и его подлинности, что привело к выводу, что Пилтдаунский человек был обманом, в 1953 году. С тех пор некоторые другие находки Доусона также были признаны подделками.
В 2003 году, Майлз Рассел из Борнмутского университета опубликовал результаты своего расследования антикварных коллекций Доусона и пришел к выводу, что по крайней мере 38 образцов были явными подделками. Рассел отметил, что вся научная карьера Доусона, кажется, была «построена на обмане, ловкости рук, мошенничестве и лжи, целью которого было международное признание».
В 2016 году группа британских ученых использовала исследования ДНК, чтобы обеспечить дополнительные доказательства происхождения Пилтдаунского человека. Они пришли к выводу, что Доусон, скорее всего, действовал в одиночку, и был единственным человеком в группе подозреваемых с достаточным количеством научных знаний.
Чарльз Доусон так и не получил дворянство, в отличие от многих других, связанных с «находкой» в Пилтдауне, и никогда не был избран в Королевское Общество. После его смерти в 1916 году, никакие дальнейшие находки не были сделаны в Пилтдауне.